# Les compères - Noi siamo tuo padre
Les compères - Noi siamo tuo padre (Les Compères) è un film del 1983 diretto da Francis Veber.

## Trama
Tristan Martin è un ragazzo diciassettenne che scappa da casa in compagnia di una ragazza di nome Michèle. I genitori Paul e Christine chiamano la polizia per fare ricerche. Ma Christine, non convinta dalle indagini, chiama Jean Lucas, un giornalista e suo ex spasimante, al quale dice che Tristan è suo figlio e gli chiede di aiutarla a trovarlo, ma Lucas si rifiuta. Di fronte al rifiuto del primo, chiama un altro suo ex, François Pignon, un insegnante fallito con una inclinazione al suicidio, con il quale Christine utilizza lo stesso stratagemma, e riesce a convincerlo.
Su consiglio di Christine, Pignon per le sue ricerche parte da Nizza. In questa città incontra Lucas, venuto lì per un'inchiesta giornalistica su affari sporchi compiuti da un'organizzazione criminale.
Ben presto, i due si conoscono, e scoprono di cercare entrambi lo stesso "figlio". Riescono a trovare Tristan, il quale pur di non farsi lasciare dalla sua ragazza, si unisce ad una banda di teppisti. La banda di criminali minaccia Lucas, il quale poi, grazie all'involontario aiuto di Pignon, li riesce a smascherare.
Alla fine Tristan torna a casa, ma pur non essendo nessuno dei due il suo vero padre, li lascia nella convinzione che entrambi lo siano per farli felici.